# Opistognathus megalepis
Opistognathus megalepis är en fiskart som beskrevs av Smith-vaniz 1972. Opistognathus megalepis ingår i släktet Opistognathus och familjen Opistognathidae. Inga underarter finns listade i Catalogue of Life.